# Paweł Kołodziej (powstaniec)
Paweł Kołodziej (ur. 1 maja 1903 w Murckach, zm. 25 kwietnia 1944 w KL Auschwitz) – powstaniec śląski, działacz społeczny.

## Życiorys
Urodził się Murckach na Górnym Śląsku 1 maja 1903 roku. Ukończył szkołę powszechną i rozpoczął pracę jako instalator wodociągowy w kopalni „Murcki”. Był uczestnikiem powstań śląskich. Po przyłączeniu Górnego Śląska do Polski odbył służbę wojskową w 53. Pułku Piechoty w Stryju w latach 1925–1926. Ukończył szkołę podoficerską. Po powrocie do Murcek był członkiem związków zawodowych, wybrany delegatem, uczestniczył w walnym zjeździe w Warszawie. Kołodziej był prezesem Związku Obrony Kresów Zachodnich i Towarzystwa Śpiewaczego „Paderewski”. Jako znany działacz społeczny i patriota ukrywał się po wybuchu II wojny światowej. Po powrocie do Murcek odmówił podpisania volkslisty, za co został aresztowany i uwięziony w niemieckim obozie koncentracyjnym KL Auschwitz. Zabity 25 kwietnia 1944 roku.

## Upamiętnienie
W 1976 roku imieniem Pawła Kołodzieja została nazwana ulica w katowickiej dzielnicy Murcki.